# Rezerwat przyrody Skarpa Dobrska
Skarpa Dobrska – krajobrazowy rezerwat przyrody znajdujący się na terenie gminy Wilków, w powiecie opolskim, w województwie lubelskim. Leży w obrębie Kazimierskiego Parku Krajobrazowego.
- położenie fizycznogeograficzne: Małopolski Przełom Wisły[1] lub Kotlina Chodelska
- powierzchnia (dane nadesłane z nadleśnictwa): 39,70 ha
- rok utworzenia: 1991
- dokument powołujący: Zarządzenie Ministra Ochrony Środowiska, Zasobów Naturalnych i Leśnictwa z 8 lipca 1991 roku w sprawie uznania za rezerwat przyrody (MP nr 25, poz. 172).
- przedmiot ochrony (według aktu powołującego): zachowanie naturalnych odsłonięć skał czwartorzędowych oraz muraw kserotermicznych z rzadkimi gatunkami roślin.

Rezerwat położony jest pomiędzy wsiami Dobre a Podgórz. Wysokość względna skarpy rośnie ze wschodu na zachód, osiągając w okolicach Podgórza 85 m. Na terenie rezerwatu występuje 19 gatunków roślin chronionych m.in.: miłek wiosenny (Adonis vernalis), zawilec wielkokwiatowy (Anemone sylvestris), orlik pospolity (Aquilegia vulgaris), wisienka karłowata (Cerasus fruticosa), ostrożeń pannoński (Cirsium pannonicum), kopytnik pospolity (Asarum europeum), wawrzynek wilczełyko (Daphne mezereum), wężymord stepowy (Scorzonera purpurea), ostnica włosowata (Stipa capillata), kosatka kielichowa (Tofieldia calyculata), ożota zwyczajna (Linosyris vulgaris), paprotka zwyczajna (Polypodium vulgare), bluszcz pospolity (Hedera helix). Na uwagę zasługuje też bogata flora porostów.
Z fauny występuje tu ok. 1200 gatunków reprezentujących 48 rodzin motyli ze szczególnie zagrożonym wyginięciem modraszkiem orionem (Scolitanides orion) znajdującym się na Czerwonej liście zwierząt ginących i zagrożonych w Polsce.
Rezerwat nie posiada planu ochrony, obowiązują w nim jednak zadania ochronne, na mocy których obszar rezerwatu podlega ochronie czynnej.

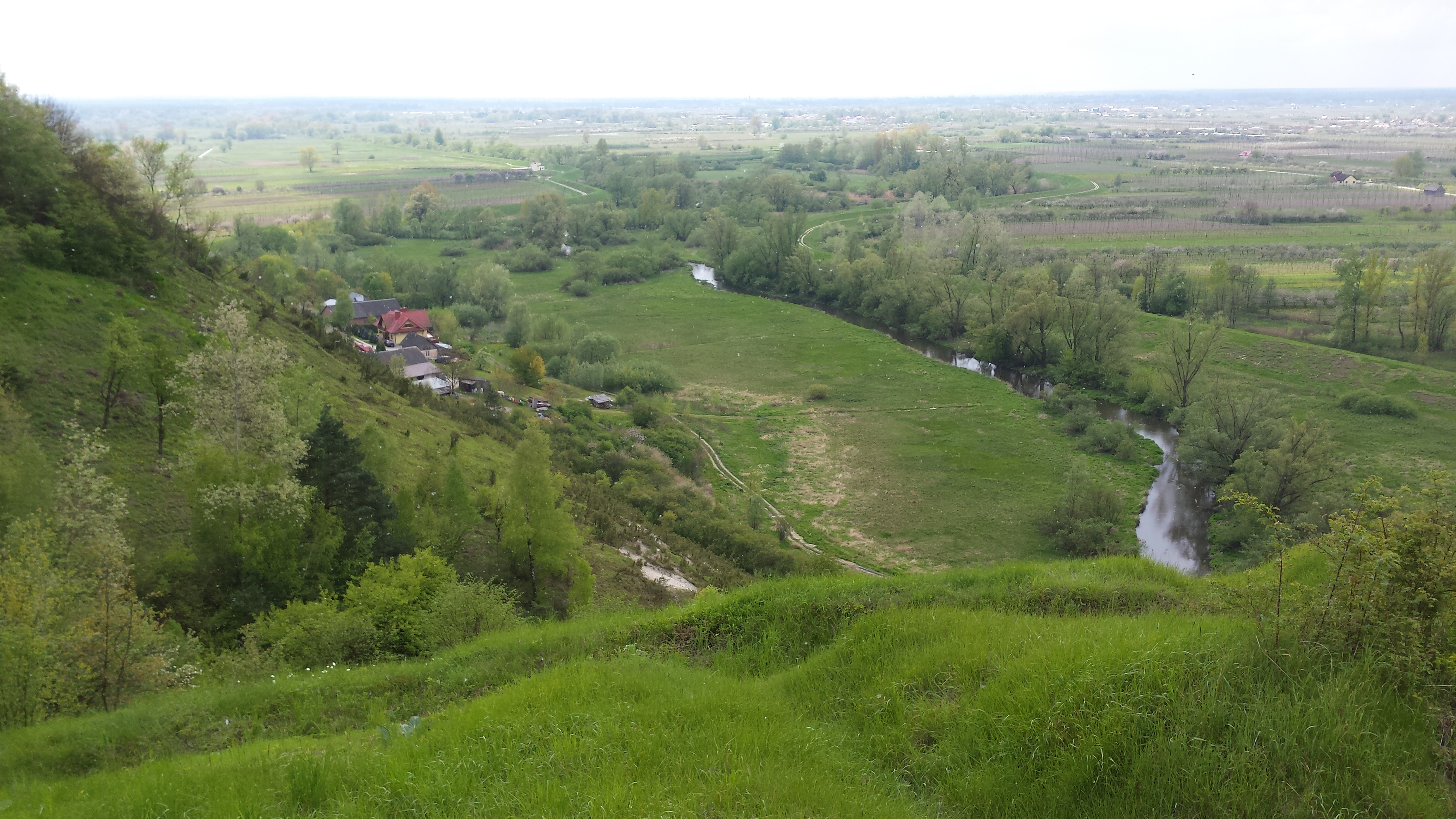
Widok z punktu widokowego
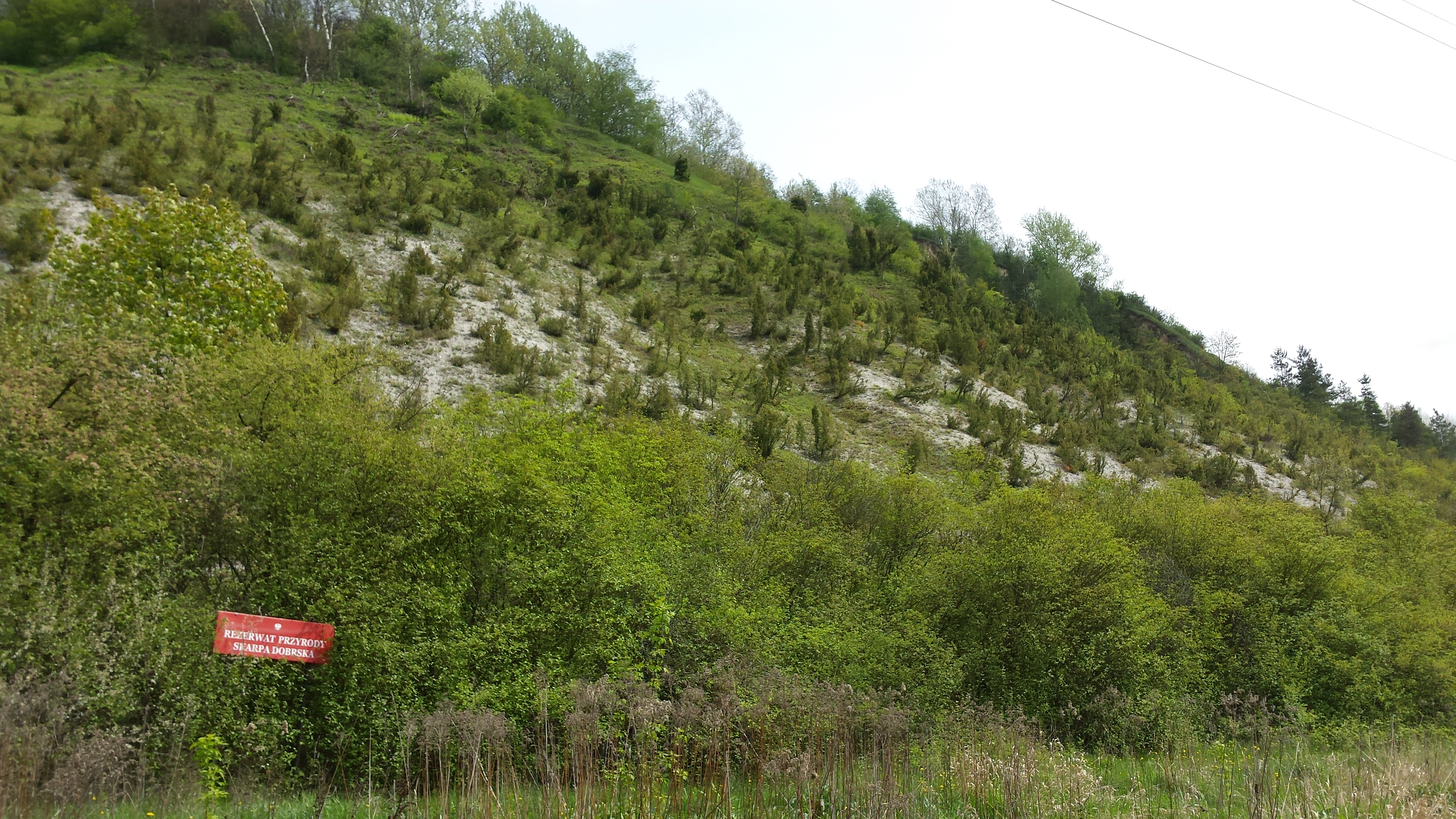
Fragment skarpy
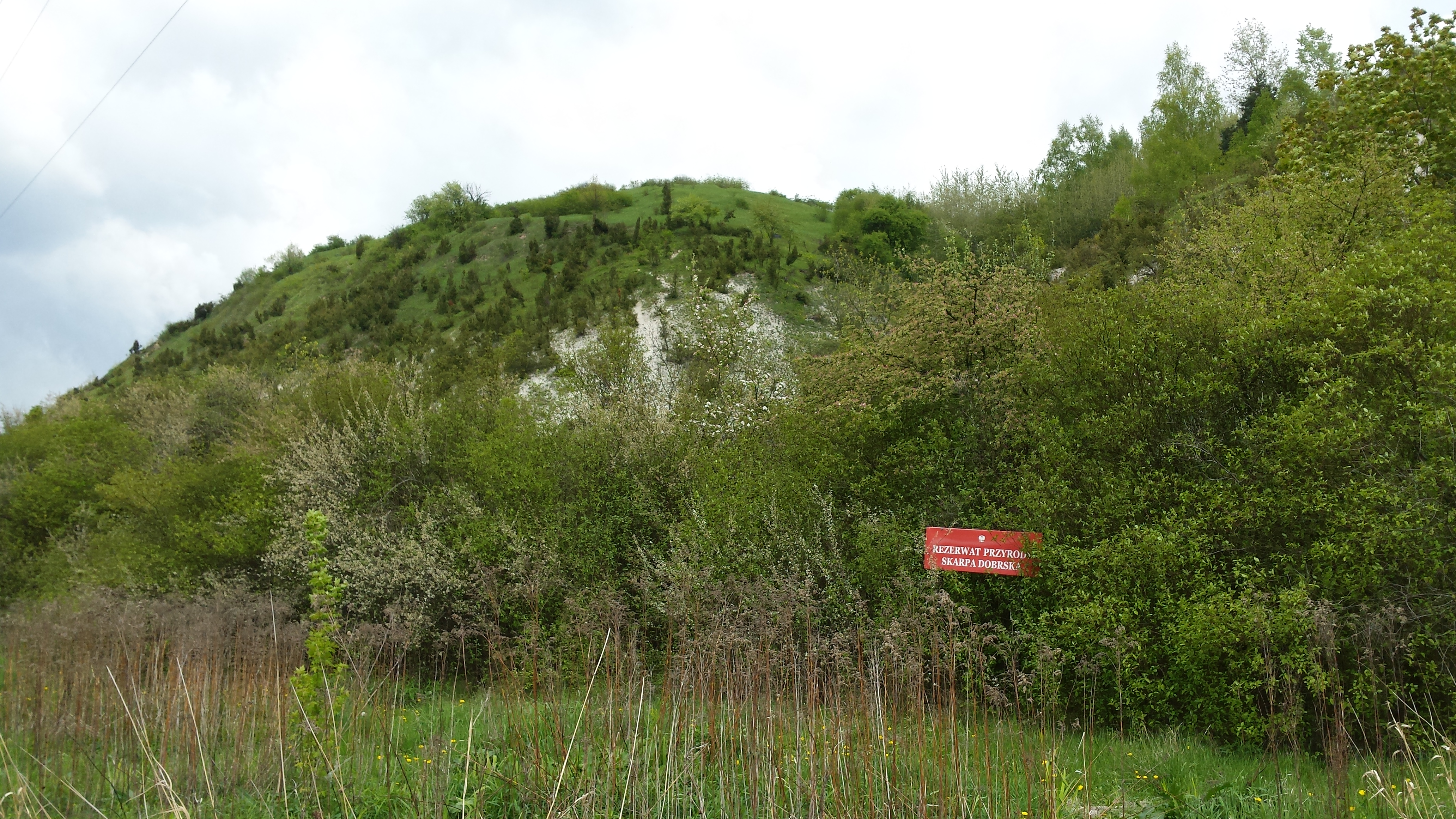
Fragment skarpy

## Turystyka
Do rezerwatu i przez jego teren prowadzi ścieżka dydaktyczna „Dobre-Podgórz” o długości 6,5 km, której początek znajduje się przy przystanku autobusowym we wsi Dobre.